# 原安三郎

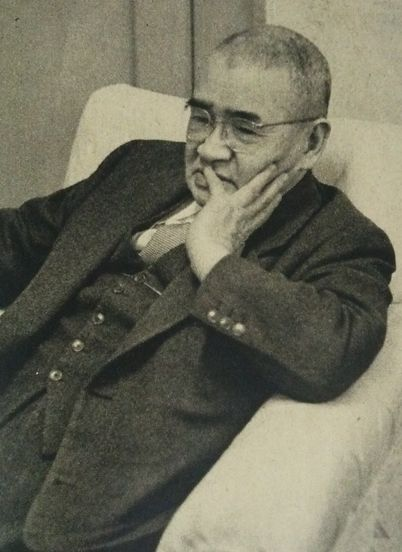
1955年

原 安三郎（はら やすさぶろう、1884年（明治17年）3月10日 - 1982年（昭和57年）10月21日）は日本の実業家。日本化薬会長、東洋火災海上保険株式会社（現・セコム損害保険）初代会長、日本化学工業協会会長、政府税制調査会会長などを歴任し、日本財界の重鎮として活躍した。徳島県徳島市生まれ。生家は江戸時代､蜂須賀家の家臣。徳島市名誉市民。娘婿は、坂野常和（元大蔵省証券局長、元日本化薬会長）。

## 経歴
- 徳島中学（現・徳島県立城南高等学校）を卒業。
- 1909年：早稲田大学大学部商科[1]を首席卒業。
- 1912年：三井物産常務取締役であった山本条太郎と個人的な関係のある事業に関与しつつ、日本化薬の前身である日本火薬製造会社に入社。後、社長に就任。
- 1965年：早稲田大学名誉博士学位を贈呈[2]。
- 1970年：勲一等瑞宝章を受章。
- 1980年：徳島市名誉市民[3]。墓所は港区光林寺。

## エピソード
- 1887年、3歳の時に関節炎を発症し、右腕と左脚に障害が残った。そのため中学校で体操が履修できないことを理由に退学処分を受けるが、たまたま視察に訪れた文部大臣に直訴し再入学が許可された。また早稲田大学卒業後は、前述の山本条太郎の紹介で三井物産に入社の話が進むも障害を理由に断られている。三井物産から不合格になった時に原は、「きっと三井物産は後悔するだろう。オレの力を見抜けないとはなさけない会社」と叫んだとされている[4]。

- 自らが社長まで勤めた日本化薬は、太平洋戦争中も軍用火薬を製造せず産業用に徹していたため、戦後の公職追放を免れた。そのため、実業界の中心的存在として多くの財政要職を歴任し、幾多の経営不振の会社再建に手腕を発揮することとなり「会社更生の名医」と賞賛された。

- 1956年、財界のトップとして「売上税」導入を主導した。第25回衆議院大蔵委員会に臨時税制調査会会長として出席し、「しかし文明国は、英米は別ですが、その他の国は実は相当に（間接税を）取っております。売上高税については、われわれは妥当であり、やるべきものであり、よけい消費すればよけい税収があるわけでありますが、今申し上げましたような国家的な必要に応じた財政支出が必要である、国民全体にわたって社会保障に役立つもの、またはそれに似たものでなければできないのではなかという感じを今持っております。しかしこれは私の考え方です。」と述べ、理想論として売上税はやるべきものと述べている[5]。同時に「私は直接税を相当減らすときは[注釈 1]、間接税の中で売上税をやれるのではないかと思ったのですが、これは（税制調査会のメンバー）二十七人のうちの一人、二十七分の一の考えですが、昨年はそういう考えを持っておりました。しかし実際面に当ってみると、あつものにこりてなますを吹く以上のいやがられ方なんです。」と述べ[8]、前日にあった売上税設置反対に関する陳情書（第368号）[6]（大阪市西区西長堀北通三丁目十番地全日本木材市場連盟理事 長久我俊一）に対し反対した。しかしながら結局、原は売上税が物品税に転化したことの問題に触れた上で、「私たちの方は、勤労関係には相当注意を払っておりますが、今お話のようなこまかく割り切った勤労性所得というものについての末梢までの調査は、資料を集めて研究をしておりません。それをする必要があるとすれば、全員の意見によって決定したいと思っております。」と最後には述べ、自説を事実上引っ込めた[9]。消費税である一般売上税は、勤労者の可処分所得が相当下がることも熟知しており、導入を見送ることになった。

- 1963年にはじまった「小さな親切運動」の提唱者のひとりである。

- 1962年からは国鉄諮問委員長を務めた。1968年には、「赤字83線」の整理を提言した意見書の作成に関わった[4]。

- 近年、原によって蒐集・秘蔵されてきた歌川広重や葛飾北斎の浮世絵コレクションが発見され話題となった。これらは風景版画の代表作のほかに稀少な肉筆画を含まれている。

### ラジオ局設立の仲介
1950年（昭和25年）、電波監理委員会はラジオ民間放送への門戸開放に際し、東京の新設放送局は二局に限ることを決定した。しかし既に民間放送開始に向けて新聞会社を母体とする朝日放送（朝日新聞系）、ラジオ日本（毎日新聞系）、読売放送（読売新聞系）、東京放送（電通系）が準備を進めており、どの新聞社系の会社が免許を取得しても軋轢が生じることが不可避となった。この事態に原安三郎が仲介に乗り出し一本化に成功、新会社は1951年（昭和26年）1月10日に株式会社ラジオ東京（資本金一億五千万円）として電波監理委員会に申請書を提出した。このラジオ局は、現在のTBSラジオの源流にあたる。

## 著書

### 単著
- 『山本条太郎』時事通信社〈一業一人伝〉、1965年8月。 NCID BA38886767。全国書誌番号:65010182。

### 共著
- 原安三郎、原操『反古籠』日本化薬、1982年10月。 NCID BA7514781X。

### 編集
- 『嗚呼広瀬温君』原安三郎、1921年11月。全国書誌番号:43032008。
- 『山本条太郎翁追憶録』原安三郎、1936年9月。 NCID BN02988042。全国書誌番号:46075347。
  - 『山本条太郎翁追憶録』（再版）原安三郎、1939年7月。 NCID BN06354114。